# Prix Jos Albert
Le prix Jos Albert est un concours annuel organisé par l’Académie royale des sciences, des lettres et des beaux-arts de Belgique, une institution appartenant à la Communauté française (Fédération Wallonie-Bruxelles) de Belgique.
Le prix a été créé en 1981 et porte le nom du peintre Jos Albert, qui était membre de l'Académie. Il a été décerné pour la première fois en 1983.
Chaque période annuelle commence le 1er octobre et se termine le 30 septembre de l'année suivante.

## Le prix
Le prix est destiné à encourager l'œuvre d'un artiste plasticien de tendance figurative ressortissant d'un pays de l'Union européenne ou domicilié en Belgique.
Le prix est indivisible. Les candidatures seront accompagnées d’un dossier. Indépendamment des candidatures présentées, il est loisible au jury de proposer tout artiste qui lui paraîtra le plus digne d’obtenir le prix.
Le jury est composé de membres de l'académie de la direction «Arts visuels» et de deux membres de la direction «Histoire de l'art et Critique d'art».

## Lauréats
- Jörg Madlener (1983)[5]
- André Ruelle (1984)[6]
- Dominique Rappez (1985)[7]
- Viviane Kral (1986)[8]
- Patricia Kinard (1987)[9]
- François De Bolle (1988)[10]
- Maurice Pasternak  (1989)
- Pierre Lahaut (1990)[11]
- Bern Wery (1991)[12]
- Roger Dewint (1992)[13]
- Non attribué (1993)[14]
- Francis Alijs (1994)[15]
- Jocelyne Coster (1995)[16]
- Denis De Gouvernail (1996)[17]
- Jean Michel François (1997)[18]
- Bernard Gilbert (1998)[19]
- Étienne Balleux (1999)[20]
- Florimond Dufoor (2000)[21]
- Alain Bornain (2001)[22]
- Didier Leemans (2002)[23]
- Jean-Pierre Ransonnet (2003)[24]
- Éric Fourez (2004)[25]
- Lionel Vinche (2005)[26]
- Dany Danino (2006)[27]
- Tristan Robin (2007)[28]
- Thomas Jodogne (2008)[29]
- Estéban Moulin (2009)[30]
- Jean-Paul Laixhay (2010)[31]
- Charles Henry Sommelette (2011)[32]
- Brigitte Closet (2012)[33]
- Nancy Seulen (2013)[34]
- ? (2014)
- Pierre Maurcot (2015)[35]
- Gauthier-Hubert (2016)[36]
- ? (2017)
- François Jacob (2018)[37]
- Anne Marie Finné (2019)[38]
- Mégane Likin (2020)[39]